# Dendrohyrax dorsalis
El damán arborícola occidental (Dendrohyrax dorsalis) es una especie de mamífero hiracoideo de la familia Procaviidae originaria de Benín, República Democrática del Congo, Costa de Marfil, Gabón, Gambia, Ghana, Guinea, Guinea-Bissau, Guinea Ecuatorial (Río Muni y Bioko), Liberia, Nigeria, Ruanda, Senegal, Sierra Leona, Sudán del Sur, Togo, Uganda y posiblemente Níger. Su hábitat natural comprende los bosques húmedos de tierras bajas tropicales o subtropicales, sabanas húmedas y áreas rocosas.

## Descripción
Es un animal arborícola, que puede llegar a pesar hasta 4 kg. Posee un pelaje muy tupido, de color marrón oscuro con una mancha blanquecina en el dorso. En esta mancha tiene una glándula odorífera que usan para reconocerse entre ellos.

## Subespecies
Se han descrito las siguientes subespecies:
- Dendrohyrax dorsalis dorsalis
- Dendrohyrax dorsalis emini
- Dendrohyrax dorsalis latrator
- Dendrohyrax dorsalis marmota
- Dendrohyrax dorsalis nigricans
- Dendrohyrax dorsalis sylvestris